# Bubblebath (EP)
Bubblebath là đĩa mở rộng đầu tiên của nghệ sĩ pop và nhân vật trên YouTube người Mỹ That Poppy, phát hành dưới dạng kỹ thuật số vào ngày 10 tháng 6 năm 2016, thông qua hãng đĩa Island Records. Nó đã bán được 20.000 bản tính tới tháng 9 năm 2016.

## Các đĩa đơn
"Lowlife" được phát hành dưới dạng đĩa đơn vào ngày 24 tháng 7 năm 2015 và cũng có bản phát hành khác có sự hợp tác của Travis Mills. Một video âm nhạc cho "Lowlife" được phát hành trên kênh Vevo của cô trên YouTube vào ngày 24 tháng 7 năm 2015. Một video âm nhạc cho "Lowlife" với phiên bản acoustic cũng được phát hành ngày 18 tháng 9 năm 2015. Khoảng một năm sau vào ngày 29 tháng 7 năm 2016, cô phát hành "Money" là đĩa đơn thứ hai cùng với một video âm nhạc cho "Money" với phong cách giống những video của cô trên YouTube hơn.

## Danh sách bài hát
Phần ghi công được lấy từ dịch vụ Tidal. và Vevo.
| Bubblebath       | Bubblebath       | Bubblebath                                          | Bubblebath                     | Bubblebath |
| STT              | Nhan đề          | Sáng tác                                            | Sản xuất                       | Thời lượng |
| ---------------- | ---------------- | --------------------------------------------------- | ------------------------------ | ---------- |
| 1.               | "Lowlife"        | That Poppy Nolan Lambroza Simon Wilcox              | Sir Nolan Djay Brawner         | 3:25       |
| 2.               | "Money"          | That Poppy Wilcox Tom Schleiter Corey Mixter        | Tommy English Titanic Sinclair | 3:10       |
| 3.               | "Altar"          | That Poppy Wilcox Lambroza Bryce Vine Tom Peyton    | Sir Nolan                      | 2:40       |
| 4.               | "American Kids"  | That Poppy Mixter Lambroza Tim Pagnotta Tyler Glenn | Pagnotta Glenn                 | 3:31       |
| Tổng thời lượng: | Tổng thời lượng: | Tổng thời lượng:                                    | Tổng thời lượng:               | 12:46      |

## Remix
Một bản remix của Lowlife được phát hành vào tháng 4 năm 2016. và đã được phát trên BBC Radio.

## Trong văn hóa đại chúng
"Money", đã được sử dụng trong chương trình truyền hình Scream trong tập đầu tiên của mùa thứ hai, "I Know What You Did Last Summer", và cũng được sử dụng trong trò chơi điện tử The Sims 4.